# Rocher d'escalade des Gaillands

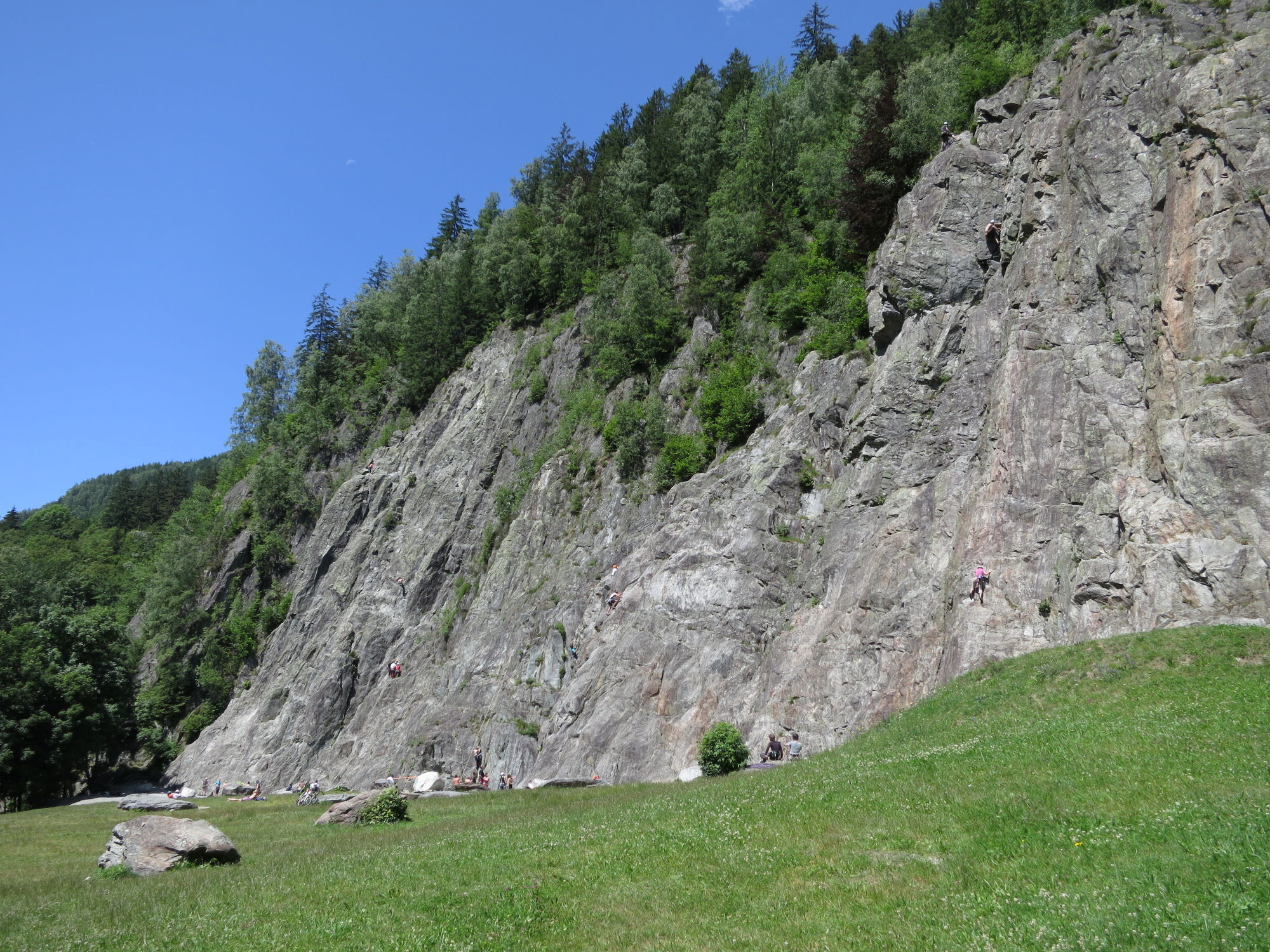
Vue du rocher d'escalade des Gaillands.

Le rocher d'escalade des Gaillands se situe au sud de la commune de Chamonix-Mont-Blanc.
C'est un rocher d'entraînement d'escalade réputé au niveau international. Situé en fond de vallée, et donc très facilement accessible en train (ligne Saint-Gervais-Vallorcine, arrêt les Pélerins) ou en voiture, il offre une grande surface d'escalade où tous les niveaux de difficulté sont représentés. Le rocher est constitué de gneiss.
Une école d'escalade y est organisée par la compagnie des guides de Chamonix. De plus, de nombreux grimpeurs viennent s'y entraîner de façon individuelle. L'accès est libre.
Ce rocher a été découvert en 1928 par Alfred Couttet dit « Couttet Champion » qui avec l'aide d'amis guides et notamment son élève Roger Frison-Roche, y a créé l'école d'escalade de Chamonix. En 1989, les terrains meubles situés au pied du rocher ont été déblayés de façon à dégager une plus grande surface de la paroi pour que les grimpeurs disposent de plus d'espace et de nouvelles voies.
De façon traditionnelle, la fête des guides de la compagnie des guides de Chamonix a lieu tous les 15 août sur le site des Gaillands. Des démonstrations d'escalade y sont organisées depuis les origines de la fête. Plus récemment, elles sont complétées de nouvelles animations telles qu'un spectacle son et lumière ainsi que des concerts de musique pop.
Il est situé à proximité immédiate des lacs des Gaillands et à l'Anglais. Ce secteur constitue donc une zone de sport et de détente.

## Pour approfondir